# Diócesis de Adria-Rovigo
La diócesis de Adria-Rovigo (en latín: Dioecesis Adriensis-Rhodigiensis y en italiano: Diocesi di Adria-Rovigo) es una circunscripción eclesiástica de la Iglesia católica en Italia. Se trata de una diócesis latina, sufragánea del patriarcado de Venecia. Desde el 23 de diciembre de 2015 su obispo es Pierantonio Pavanello.

## Territorio y organización

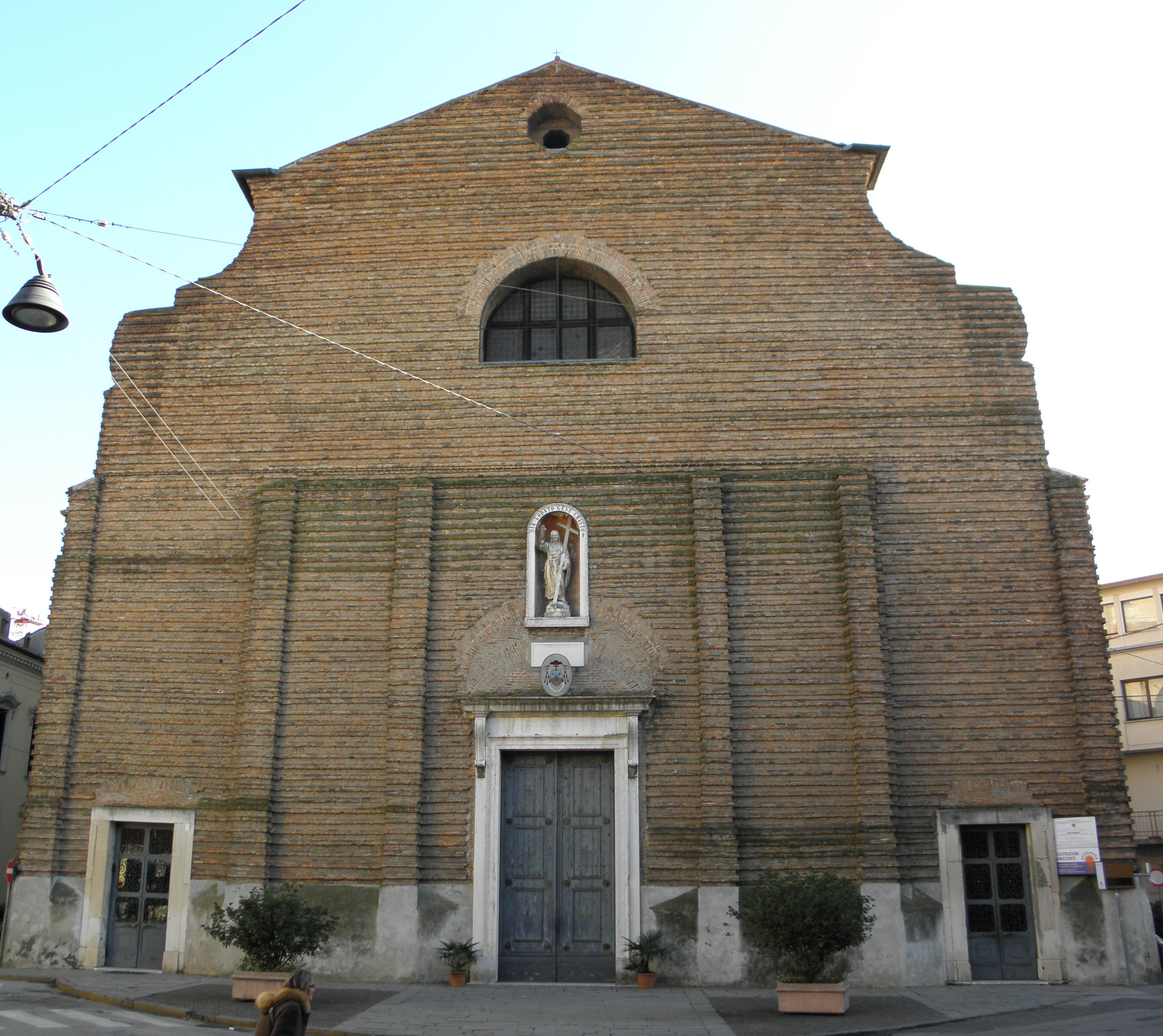
Concatedral basílica de San Esteban Papa y Mártir, en Rovigo

La diócesis tiene 1193 km² y extiende su jurisdicción sobre los fieles católicos de rito latino residentes en parte de la región de Véneto, comprendiendo: 
- en la provincia de Rovigo las comunas de: Melara, Bergantino, Castelnovo Bariano, Castelmassa, Calto, Ceneselli, Giacciano con Baruchella, Trecenta, Salara, Ficarolo, Gaiba, Stienta, Bagnolo di Po, Castelguglielmo, Canda, San Bellino, Lendinara, Badia Polesine (en parte), Lusia, Villanova del Ghebbo, Costa di Rovigo, Rovigo, Villamarzana, Fratta Polesine, Arquà Polesine, Frassinelle Polesine, Pincara, Fiesso Umbertiano, Polesella, Canaro, Occhiobello, Guarda Veneta, Pontecchio Polesine, Bosaro, Crespino, Villanova Marchesana, Gavello, Ceregnano, Villadose, San Martino di Venezze, Adria (en parte), Papozze, Corbola y Ariano nel Polesine.
- en la provincia de Padua la fracción Lusia de la comuna de Barbona.

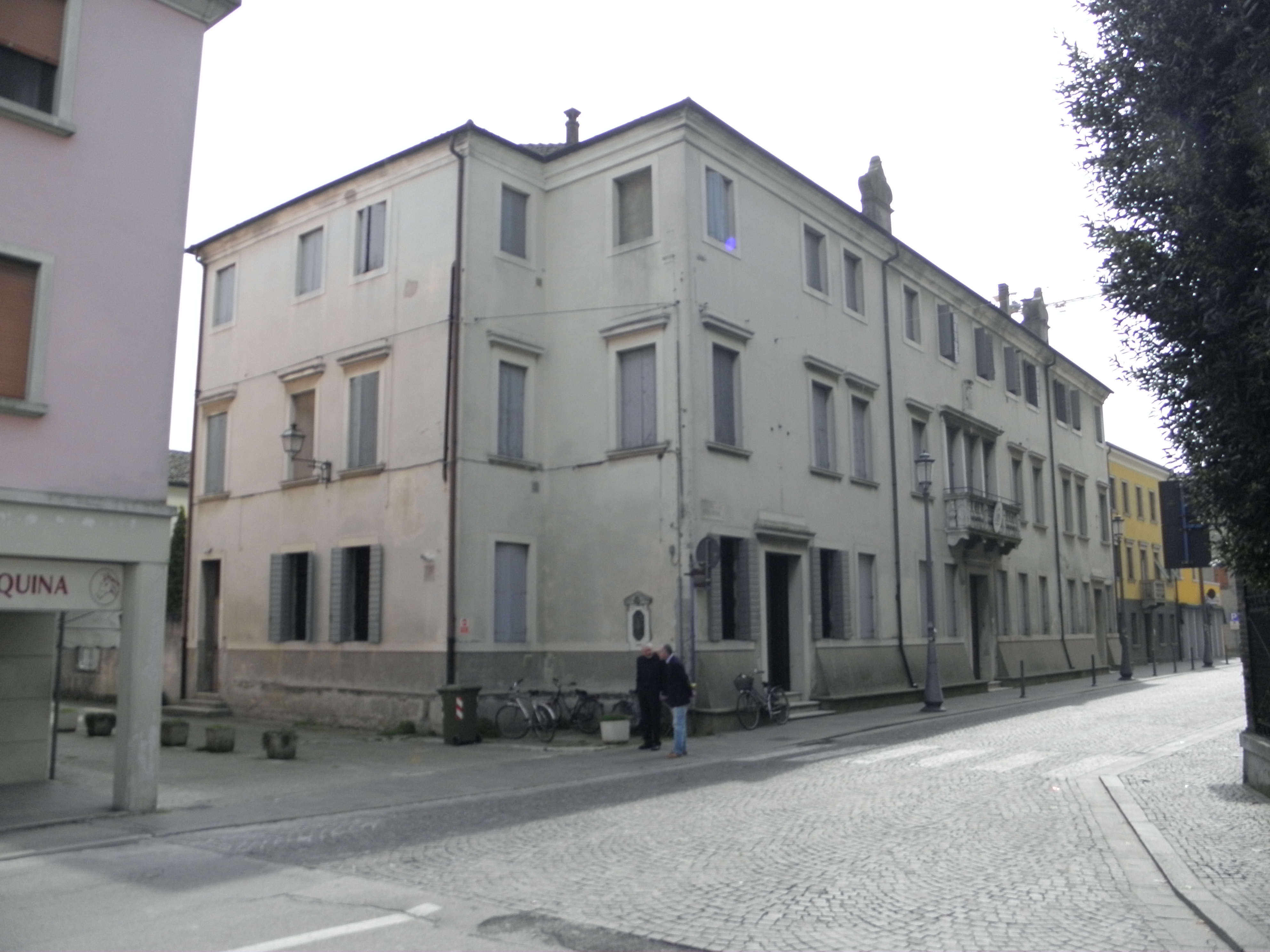
Palacio episcopal de Adria

La sede de la diócesis se encuentra en la ciudad de Rovigo, en donde se halla la Concatedral basílica de San Esteban Papa y Mártir. En Adria se halla la Catedral de San Pedro y San Pablo y la adyacente antigua Catedral de San Juan, incorporada a la estructura más reciente.

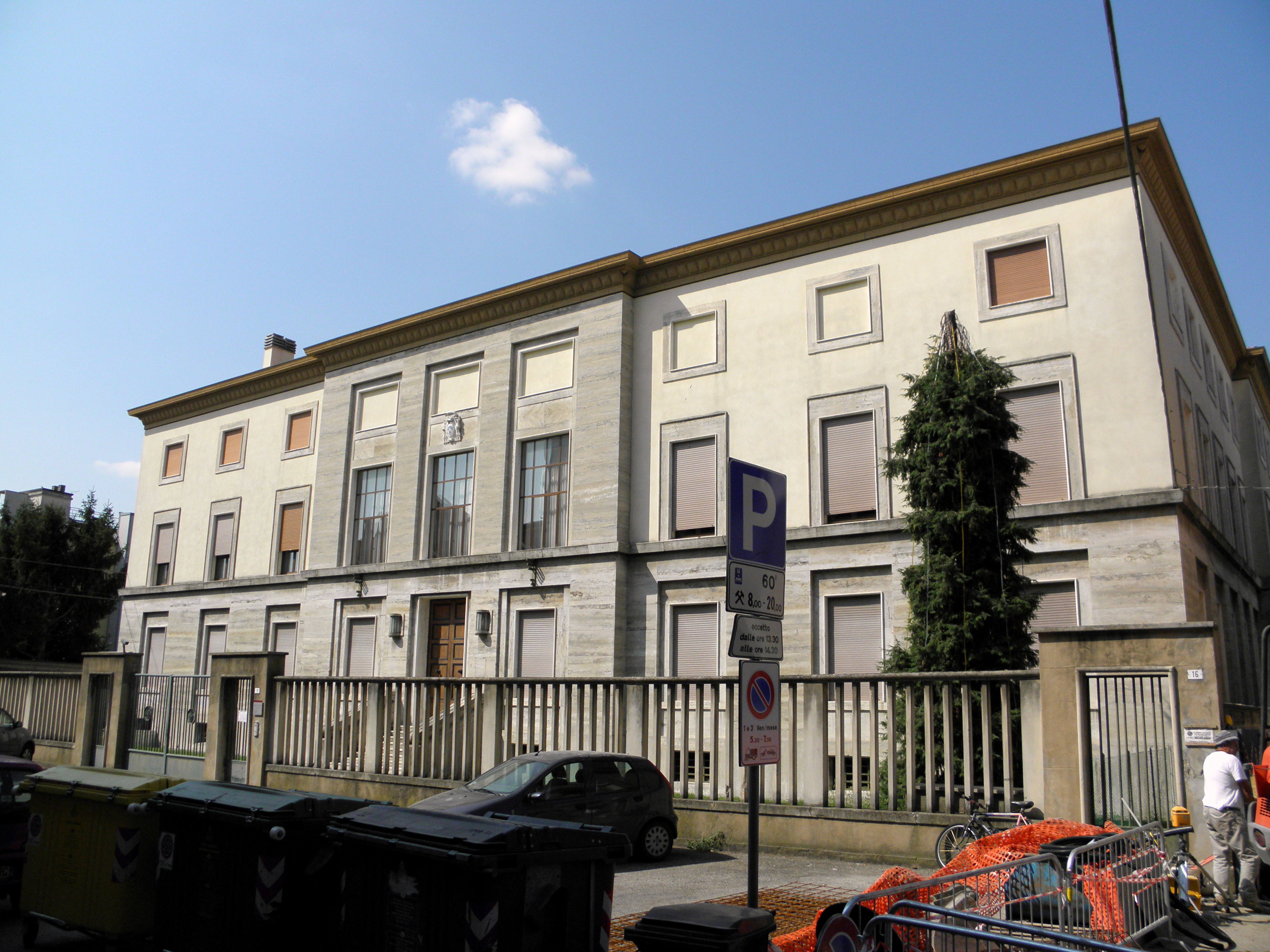
Palacio episcopal de Rovigo

En 2022 en la diócesis existían 109 parroquias.

## Historia
No es posible determinar la fecha de fundación de la diócesis de Adria. La tradición sitúa al fundador en san Apolinar, obispo de Ravena a finales del siglo II, pero aunque es segura la influencia del exarcado de Ravena sobre la diócesis de Adria, ningún documento confirma esta tradición. Durante mucho tiempo se consideró auténtico el privilegio de Valentiniano III (419-455), que declaraba a Giovanni Angeloptes metropolitano de Ravena y le concedía la jurisdicción de 14 iglesias sufragáneas, incluida Adria. César Baronio en sus Annales ad annum 432 demostró que el documento era falso y había sido compuesto entre los siglos VII y VIII.
Las actas del Concilio de Letrán celebrado en el año 649, convocado por el papa Martín I, son el primer documento cierto en el que se menciona la diócesis de Adria. De hecho, en la lista de obispos participantes se nombra a Gallinostius Hadrianensis episcopus.
En la inscripción de la pila bautismal de Santa Maria della Tomba en Adria, que data del siglo VII u siglo VIII, aparece el nombre del segundo obispo, Bono, mientras que en el baptisterio de San Giovanni había una inscripción, hoy colocada en el arquitrabe de la puerta izquierda de la fachada de Santa Maria della Tomba, en la que se nombra al tercer obispo, Giovanni I. A partir de este momento, la información sobre los obispos y la diócesis de Adria se basa en documentos fiables.
El 14 de marzo de 863 el papa Nicolás III, al confiar un diploma al obispo Leone, añadió efectivamente poder temporal a la jurisdicción espiritual sobre la diócesis, iniciando lo que algunos historiadores llaman el Feudo vescovile. Inicialmente se concedieron poderes sobre el condado de Gavello, al que siguieron otros bienes y tierras.
En el año 920 el obispo Paolo abandonó Adria debido a la presión de las poblaciones bárbaras del norte y las continuas inundaciones para trasladarse a Rovigo. El papa Juan X mediante el breve Et per te le concedió como feudo el Curtem Bonevigo quae vocatur Rodige.
Hacia el año 1200, con la llegada de la familia Este, la diócesis perdió sus últimas posesiones temporales. Después de los Este, se sucedieron los Carraresi, los venecianos, los franceses y los austriacos antes de la anexión a Italia.
En 1776 el obispo Arnaldo Speroni degli Alvarotti inició la construcción de la nueva catedral, que fue consagrada por Carlo Pio Ravasi el 11 de diciembre de 1826, y en 1779 hizo construir en Rovigo el nuevo seminario diocesano.
A nivel territorial, a lo largo de los siglos la diócesis ha sufrido notables cambios en sus límites. El 7 de septiembre de 1792, después de la supresión de la abadía territorial de Vangadizza, el senado veneciano añadió a la diócesis 12 parroquias correspondientes a las localidades de Badia (San Giovanni), Baruchella, Salvaterra, Crocetta, Villafora, Rasa, Barbuglio, Saguedo, Cavazzana, San Martino di Venezze, Borsea y Fratta.
El papa Pío VII con dos bulas, De salute Dominici gregis del 1 de mayo de 1818 y Cum non gravibus del 9 de marzo de 1819, modificó nuevamente el territorio diocesano. Las parroquias de Crespino y Sant'Apollinare pasaron de la jurisdicción de Ravena a la de Adria, mientras que las de Cornacervina, Rero con Finale, Guarda Ferrarese, Ro, Ruina, Zocca, Serravalle y Mesola pasaron a la arquidiócesis de Ferrara, a cambio de lo cual Melara, Bergantino, Bariano con San Pietro (hoy Castelnovo Bariano y San Pietro Polesine), Massa Superiore (hoy Castelmassa), Ceneselli, Calto, Ficarolo, Gaiba, Stienta, Gurzone, Santa Maria Maddalena, Canaro, Fiesso, Trecenta, Pissatola, Sariano, Salara, Bagnolo, Zelo, Occhiobello y Barbona fueron asociadas a la diócesis de Padua. Después de estos cambios la diócesis contaba con 150 000 habitantes y 78 parroquias.
Adria había sido siempre sufragánea de la arquidiócesis de Ravena, hasta el 1 de mayo de 1818, cuando mediante la bula De salute Dominici gregis pasó a ser sufragánea del patriarcado de Venecia.
El 7 de julio de 1909, mediante el decreto Ea semper fuit de la Sagrada Congregación Consistorial la curia episcopal fue trasladada de Adria a Rovigo. Después de este traslado, los habitantes de Adria atacaron al obispo Tommaso Pio Boggiani y se lanzó un entredicho de quince días contra la ciudad de Adria.
El 30 de septiembre de 1986 la diócesis asumió su nombre actual mediante el decreto Cum procede oporteret de la Congregación para los Obispos y la Catedral de Rovigo pasó a ser concatedral.

## Estadísticas
Según el Anuario Pontificio 2023 la diócesis tenía a fines de 2022 un total de 190 000 fieles bautizados.
| Año                                                                             | Población            | Población | Población      | Sacerdotes | Sacerdotes    | Sacerdotes    | Bautizados por sacerdote | Diáconos permanentes | Religiosos | Religiosos | Parroquias |
| Año                                                                             | Bautizados católicos | Total     | % de católicos | Total      | Clero secular | Clero regular | Bautizados por sacerdote | Diáconos permanentes | Varones    | Mujeres    | Parroquias |
| ------------------------------------------------------------------------------- | -------------------- | --------- | -------------- | ---------- | ------------- | ------------- | ------------------------ | -------------------- | ---------- | ---------- | ---------- |
| 1950                                                                            | 269 000              | 270 000   | 99.6           | 231        | 195           | 36            | 1164                     |                      | 50         | 578        | 98         |
| 1959                                                                            | 251 540              | 251 569   | 100.0          | 212        | 181           | 31            | 1186                     |                      | 40         | 785        | 106        |
| 1969                                                                            | 205 968              | 206 142   | 99.9           | 232        | 210           | 22            | 887                      |                      | 46         | 763        | 99         |
| 1980                                                                            | 207 400              | 207 600   | 99.9           | 240        | 206           | 34            | 864                      | 1                    | 58         | 484        | 112        |
| 1990                                                                            | 200 151              | 200 975   | 99.6           | 203        | 173           | 30            | 985                      | 1                    | 38         | 417        | 109        |
| 1999                                                                            | 199 983              | 201 745   | 99.1           | 183        | 156           | 27            | 1092                     |                      | 40         | 316        | 109        |
| 2000                                                                            | 199 983              | 201 745   | 99.1           | 186        | 158           | 28            | 1075                     |                      | 42         | 296        | 109        |
| 2001                                                                            | 199 990              | 202 172   | 98.9           | 182        | 154           | 28            | 1098                     |                      | 42         | 258        | 109        |
| 2002                                                                            | 199 990              | 202 172   | 98.9           | 177        | 149           | 28            | 1129                     |                      | 42         | 253        | 109        |
| 2003                                                                            | 200 128              | 202 864   | 98.7           | 175        | 147           | 28            | 1143                     |                      | 44         | 195        | 109        |
| 2004                                                                            | 200 128              | 202 878   | 98.6           | 176        | 145           | 31            | 1137                     |                      | 48         | 190        | 109        |
| 2006                                                                            | 202 069              | 204 179   | 99.0           | 169        | 138           | 31            | 1195                     |                      | 48         | 185        | 109        |
| 2012                                                                            | 198 000              | 204 464   | 96.8           | 159        | 129           | 30            | 1245                     | 2                    | 56         | 160        | 109        |
| 2015                                                                            | 197 975              | 204 525   | 96.8           | 146        | 120           | 26            | 1355                     | 6                    | 49         | 137        | 109        |
| 2018                                                                            | 194 653              | 200 292   | 97.2           | 137        | 110           | 27            | 1420                     | 6                    | 46         | 139        | 109        |
| 2020                                                                            | 190 041              | 198 335   | 95.8           | 121        | 95            | 26            | 1571                     | 7                    | 45         | 125        | 109        |
| 2022                                                                            | 190 000              | 193 890   | 98.0           | 125        | 98            | 27            | 1520                     | 7                    | 50         | 97         | 109        |
| Fuente: Catholic-Hierarchy, que a su vez toma los datos del Anuario Pontificio. |                      |           |                |            |               |               |                          |                      |            |            |            |

## Episcopologio
- Beato Gallinostio o Gallionisto † (mencionado en 649)
- Bono † (siglo VII u VIII)
- Giovanni I † (siglo VII u VIII)
- Leone o Leoperto † (mencionado en 861 o 863)
- Teodino † (mencionado en 877)
- Paolo (Cattaneo da Lendinara?) † (mencionado en 920)
- Giovanni II † (antes de 938-después de 948)
- Gemerio o Geminio da Ravena † (mencionado en 952)
- Astolfo o Asolfo da Roma † (antes de 967-después de 992)
- Alberico † (mencionado en 1001)
- Pietro I † (antes de 1003-después de 1017)
- Benedetto † (antes de 1050-después de febrero de 1055)
- Atto o Attone o Panso o Tutone de Milán † (mencionado en 1067)
- Uberto † (mencionado en 1071)
- Pietro II da Foligno † (antes de 1073-1091 falleció)
- Giacomo I da Firenze † (1091-1104 falleció)
- Isacco I † (1104-1115 falleció)
- Pietro Michieli † (1116-?)
- Gregorio III † (antes de 1125-1138 falleció)
- Florio I (Cattaneo da Lendinara o de Verona?) † (1138-?)
- Gregorio II † (antes de diciembre de 1140-después de 1154)
- Guiscardo † (mencionado en 1158)
- Vitale da Milán (circa 1160-después de 1162)
- Gabriele † (antes de 1168-después de 1179)
- Giovanni III † (mencionado en 1184)
- Isacco II † (antes de 1186-después de 1198)
- Pietro IV † (antes de 1203-después de 1207)
- Rolando Sabatino o Zabarella † (antes de 1210-después de 1233)
- Guglielmo d'Este † (1240-1257 falleció)
- Florio II † (1258-después de 1267)
- Giacomo II † (antes de 1270-después de 1274)
- Pellegrino I † (1277-1280 falleció)
- Ottolino, O.S.B.Cam. † (octubre de 1280-11 de agosto de 1284 falleció)
- Bonifacio I † (circa 1285-después de julio de 1286)
- Bonazonta o Bonaggiunta, O.P. † (antes del14 de junio de 1288-10 de diciembre de 1306 falleció)
- Giovanni IV, O.F.M. † (antes de 1308-1317 falleció)[nota 1]
- Egidio † (1317-?)
- Salione Buzzacarino † (antes del 8 de julio de 1318-29 de agosto de 1327 falleció)
- Esuperanzio Lambertazzi † (22 de noviembre de 1327-11 de octubre de 1329 nombrado obispo de Cervia)
- Benvenuto, O.P. † (20 de octubre de 1329-1348 falleció)
- Beato Aldobrandino d'Este † (19 de marzo de 1348-18 de enero de 1353 nombrado obispo de Módena)
- Giovanni da Siena, O.F.M.Conv. † (18 de enero de 1353-?)
- Antonio Contarini † (agosto de 1384-circa 1386 falleció)[nota 2]
  - Rolandino † (mencionado en 1390) (antiobispo?)
- Ugo Roberti † (1 de septiembre de 1386-7 de mayo de 1392 nombrado obispo de Padua)
- Giovanni Enselmini † (26 de agosto de 1392-1404 falleció)
- Giacomo Bertucci degli Obizzi † (11 de septiembre de 1404-después del 19 de julio de 1440 falleció)
  - Mainardino Contrari † (1409-1410 renunció) (antiobispo de Alejandro V)
- Giovanni degli Obizzi † (circa 1442-10 de julio de 1444 falleció)[nota 3]
- Bartolomeo Roverella † (15 de julio de 1444-26 de septiembre de 1445 nombrado arzobispo de Ravena)
- Giacomo degli Oratori † (26 de septiembre de 1445-20 de diciembre de 1446 falleció)
- Biagio Novelli (o Novello) † (23 de enero de 1447-septiembre de 1465 renunció)
- Tito Novelli (o Novello) † (18 de septiembre de 1465-1487 falleció)
- Nicolò Maria d'Este † (31 de mayo de 1487-5 de agosto de 1507 falleció)
- Beltrame Costabili † (27 de agosto de 1507-1519 falleció)
  - Francesco Pisani † (1519-1519 renunció) (administrador apostólico)
- Ercole Rangoni † (15 de junio de 1519-12 de septiembre de 1520, nombrado obispo de Módena)
  - Ercole Rangoni † (12 de septiembre de 1520-27 de mayo de 1524 renunció) (administrador apostólico)
- Giambattista Bragadin † (27 de mayo de 1524-23 de mayo de 1528 falleció)
  - Giovanni Domenico De Cupis † (31 de agosto de 1528-10 de diciembre de 1553[nota 4] falleció) (administrador apostólico)
  - Sebastiano Antonio Pighini † (11 de diciembre de 1553-23 de noviembre de 1554[nota 5] falleció) (administrador apostólico)
- Giulio Canani † (26 de noviembre de 1554-8 de febrero de 1591 nombrado obispo de Módena)
- Lorenzo Laureti, O.Carm. † (13 de febrero de 1591-1598 falleció)
- Girolamo di Porcia † (7 de agosto de 1598-22 de agosto de 1612 falleció)
- Ludovico Sarego † (17 de septiembre de 1612-24 de septiembre de 1622 renunció)
- Ubertino Papafava † (10 de mayo de 1623-9 de octubre de 1631 falleció)
- Germanico Mantica † (21 de febrero de 1633-febrero de 1639 falleció)
- Giovanni Paolo Savio † (19 de diciembre de 1639-27 de octubre de 1650 falleció)
- Giovanni Battista Brescia † (6 de febrero de 1651-14 de octubre de 1655 nombrado obispo de Vicenza)[nota 6]
- Bonifacio Agliardi, C.R. † (2 de agosto de 1656-1 de febrero de 1666 falleció)
- Tommaso Retano, C.R.L. † (16 de marzo de 1667-1677 renunció)
- Carlo Labia, C.R. † (13 de septiembre de 1677-29 de noviembre de 1701 falleció)
- Filippo della Torre † (6 de febrero de 1702-25 de febrero de 1717 falleció)
- Antonio Vaira † (12 de julio de 1717-8 de octubre de 1732 falleció)
- Giovanni Soffietti, C.R.M. † (19 de enero de 1733-10 de septiembre de 1747 falleció)
- Pietro Maria Trevisan Suarez † (20 de noviembre de 1747-19 de junio de 1750 falleció)
- Pellegrino Ferri † (16 de noviembre de 1750-30 de septiembre de 1757 falleció)
- Giovanni Francesco Mora, C.O. † (2 de octubre de 1758-15 de enero de 1766 falleció)
- Arnaldo Speroni degli Alvarotti, O.S.B. † (2 de junio de 1766-2 de noviembre de 1800 falleció)
  - Sede vacante (1800-1807)
- Federico Maria Molin † (24 de agosto de 1807-16 de abril de 1819 falleció)
- Carlo Pio Ravasi, O.S.B. † (8 de enero de 1821-2 de octubre de 1833 falleció)
- Antonio Maria Calcagno † (19 de diciembre de 1834-8 de enero de 1841 falleció)
- Bernardo Antonino Squarcina, O.P. † (27 de enero de 1842-22 de diciembre de 1851 falleció)
- Giacomo Bignotti † (27 de septiembre de 1852-7 de marzo de 1857 falleció)
- Camillo Benzon † (27 de septiembre de 1858-10 de diciembre de 1866 falleció)
- Pietro Colli † (27 de marzo de 1867-30 de octubre de 1868 falleció)
  - Sede vacante (1868-1871)
- Emmanuele Kaubeck † (27 de octubre de 1871-31 de agosto de 1877 falleció)
- Giovanni Maria Berengo † (31 de diciembre de 1877-12 de mayo de 1879 nombrado obispo de Mantua)
- Giuseppe Apollonio † (12 de mayo de 1879-25 de septiembre de 1882 nombrado obispo de Treviso)
- Antonio Polin † (25 de septiembre de 1882-15 de mayo de 1908 falleció)
- Tommaso Pio Boggiani, O.P. † (16 de octubre de 1908-10 de enero de 1912 nombrado delegado apostólico en México[nota 7])
- Anselmo Rizzi † (4 de junio de 1913-19 de octubre de 1934 falleció)
  - Sede vacante (1934-1936)
- Guido Maria Mazzocco † (12 de noviembre de 1936-8 de noviembre de 1968 falleció)
- Giovanni Mocellini † (1 de enero de 1969-12 de marzo de 1977 renunció)
- Giovanni Sartori † (12 de marzo de 1977-7 de diciembre de 1987 nombrado arzobispo de Trento)
- Martino Gomiero † (7 de mayo de 1988-11 de octubre de 2000 retirado)
- Andrea Bruno Mazzocato (11 de octubre de 2000-3 de diciembre de 2003 nombrado obispo de Treviso)
- Lucio Soravito De Franceschi † (29 de mayo de 2004-23 de diciembre de 2015 retirado)
- Pierantonio Pavanello, desde el 23 de diciembre de 2015